# 우와누마촌
우와누마촌(上沼村)은 1956년까지 미야기현 도메군 북부에 있던 촌이다.

## 역사
- 1875년 10월 17일 - 미즈사와현에 의해 2촌이 합병해 우와누마촌에 편입되었다.
- 1889년 4월 1일 - 정촌제 시행과 함께 2촌이 합병해 새로운 우와누마촌이 성립하였다.
- 1956년 9월 30일 - 이시노모리정,  다카라에촌, 아사미즈촌과 합병해, 나카다정이 되었다.

## 교통

### 철도노선
- 센보쿠 철도

## 참고문헌
- 『宮城県町村合併誌』（宮城県地方課、1958）